# Cantonul Conques
Cantonul Conques este un canton din arondismentul Rodez, departamentul Aveyron, regiunea Midi-Pyrénées, Franța.

## Comune
| Comune                    | Populație (1999) | Cod poștal | Cod INSEE |
| ------------------------- | ---------------- | ---------- | --------- |
| Conques                   | 302              | 12320      | 12076     |
| Grand-Vabre               | 424              | 12320      | 12114     |
| Noailhac                  | 193              | 12320      | 12173     |
| Saint-Cyprien-sur-Dourdou | 766              | 12320      | 12218     |
| Saint-Félix-de-Lunel      | 401              | 12320      | 12221     |
| Sénergues                 | 545              | 12320      | 12268     |